# Nayib Bukele
Nayib Armando Bukele Ortez (San Salvador, 24 de juliol de 1981) és un polític i empresari salvadorenc, president de la república d'El Salvador. Va ser alcalde de Nuevo Cuscatlán el 2012 i de San Salvador el 2015 sota la candidatura del partit Frente Farabundo Martí para la Liberación Nacional (FMLN).

## Biografia
Fill d'Olga Ortez de Bukele i Armando Bukele Kattán, d'origen palestí. Ja quan era molt jove, Bukele ja era reconegut pel seu esperit emprenedor, dirigint una empresa als divuit anys. Va estudiar en la Universitat Centreamericana José Simeón Cañas la carrera de Ciències Jurídiques. No obstant això, va decidir d'aturar els seus estudis superiors per dedicar-se a les empreses familiars i a l'aprenentatge autodidacte i a l'ensenyament paternal. Va contraure matrimoni amb Gabriela Rodríguez el desembre de 2014.

## Alcalde de Nuevo Cuscatlán
L'11 de març de 2012 va ser elegit en representació d'una coalició entre el Frente Farabundo Martí para la Liberación Nacional (FMLN) amb 2.754 vots (49,72%) i Cambio Democrático (CD), que va obtenir 108 vots (1,95 %), aconseguint un total de 2.862 vots (50,68%) arrabassant-li l'alcaldia al partit Alianza Republicana Nacionalista (ARENA), que va aconseguir 2.585 vots (46,67 %). Va prendre possessió l'1 de maig de 2012.

## Alcalde de San Salvador
A les eleccions municipals de 2015 va aconseguir l'alcaldia de San Salvador, en representació d'una coalició entre el Frente Farabundo Martí para la Liberación Nacional (FMLN) amb 85.789 vots (48,47 %) i el Partido Salvadoreño Progresista (PSP) amb 3.375 vots (1,91 %), aconseguint un total de 89.164 vots (50,37 %). El seu principal contrincant, l'empresari i ex-diputat, Edwin Zamora, d'Alianza Republicana Nacionalista (ARENA), va aconseguir 82.288 vots (46,49 %). Norman Quijano d'ARENA havia estat els sis anys anteriors al capdavant de l'alcaldia. Bukele va prendre possessió l'1 de maig de 2015.

## Expulsió de l'FMLN
El dimarts 10 d'octubre de 2017, Nayib Bukele va ser expulsat del Frente Farabundo Martí para la Liberación Nacional (FMLN) pel Tribunal d'Ètica del partit, acusat de violentar els principis del partit.

## Candidatura a la Presidència de la República

### Creació de partit polític Nuevas Ideas
El 25 d'octubre de 2017, Nayib Bukele va anunciar mitjançant una transmissió en directe de Facebook la creació del moviment Nuevas Ideas, que cercava ser un partit polític. Posteriorment, Bukele va anunciar el procés de recollida de signatures perquè aquest moviment es convertís en partit polític i en va aconseguir més de 200.000.
Bukele ha denunciat "ser víctima del sistema" (Tribunal Suprem Electoral (TSE), Cort Suprema de Justícia, Fiscalia, Tribunal de Comptes i partits polítics majoritaris) i va anunciar que procediria a demandar internacionalment el TSE si es dilatava el procés d'inscripció del seu partit. No va ser fins al 21 d'agost de 2018 que el TSE va procedir a constituir i posteriorment inscriure Nuevas Ideas com a partit polític.

### Aliança amb Cambio Democrático
El 30 de juny de 2018, Bukele va anunciar una aliança amb el partit de centre esquerra Cambio Democrático (CD), per poder competir a la campanya presidencial de 2019. Davant aquests fets, la Sala del Constitucional d'El Salvador va admetre una demanda interposada el 2015 on es demana la cancel·lació del CD i el Partido Social Demócrata (PSD). La sentència de la Sala del Constitucional va ser sol·licitar al Tribunal Suprem Electoral que compleixi el procés d'inhabilitació per a tots dos partits

#### Anul·lació de Cambio Democrático
Finalment, el dia 26 de juliol de 2018, el Tribunal Suprem Electoral decidí anul·lar el partit Cambio Democrático (CD). Aquesta decisió va ser molt discutida i polèmica per a la població; per a molts es va violar l'article 47 de la Llei de Partits Polítics (LPP). Aquest article, en la seva part final, estableix que: 
En tot cas, cap partit polític podrà ser cancel·lat si compta amb representació legislativa d'almenys un Diputat en l'Assemblea Legislativa.
Justament, el partit CD comptava amb la representació del diputat Juan José Martel en l'Assemblea Legislativa.

### Inscripció a Gran Alianza por la Unidad Nacional
El 26 de juliol de 2018, Nayib Bukele, anuncià a través de la xarxa social Facebook, que s'havia inscrit com a aspirant a candidat a president d'El Salvador pel partit Gran Aliança per la Unitat Nacional (GANA), participant abans a les eleccions internes que aquest partit faria el diumenge 29 de juliol del mateix any i competir contra els dos grans partits tradicionals, Alianza Republicana Nacionalista (ARENA) i el Front Farabundo Martí per a l'Alliberament Nacional (FMLN). Entre els aspirants a aquest procés es trobava la fórmula presidencial Nayib Bukele i Félix Ulloa, contra Will Salgado «que va decidir renunciar al procés» i el diputat Juan Carlos Mendoza. El resultat va donar com a guanyadora la fórmula Nayib Bukele i Félix Ulloa amb el 91,14 % de vots; mentre que la fórmula de Will Salgado amb Juan Carlos Mendoza va obtenir el 6,08 % dels vots.

## President d'El Salvador

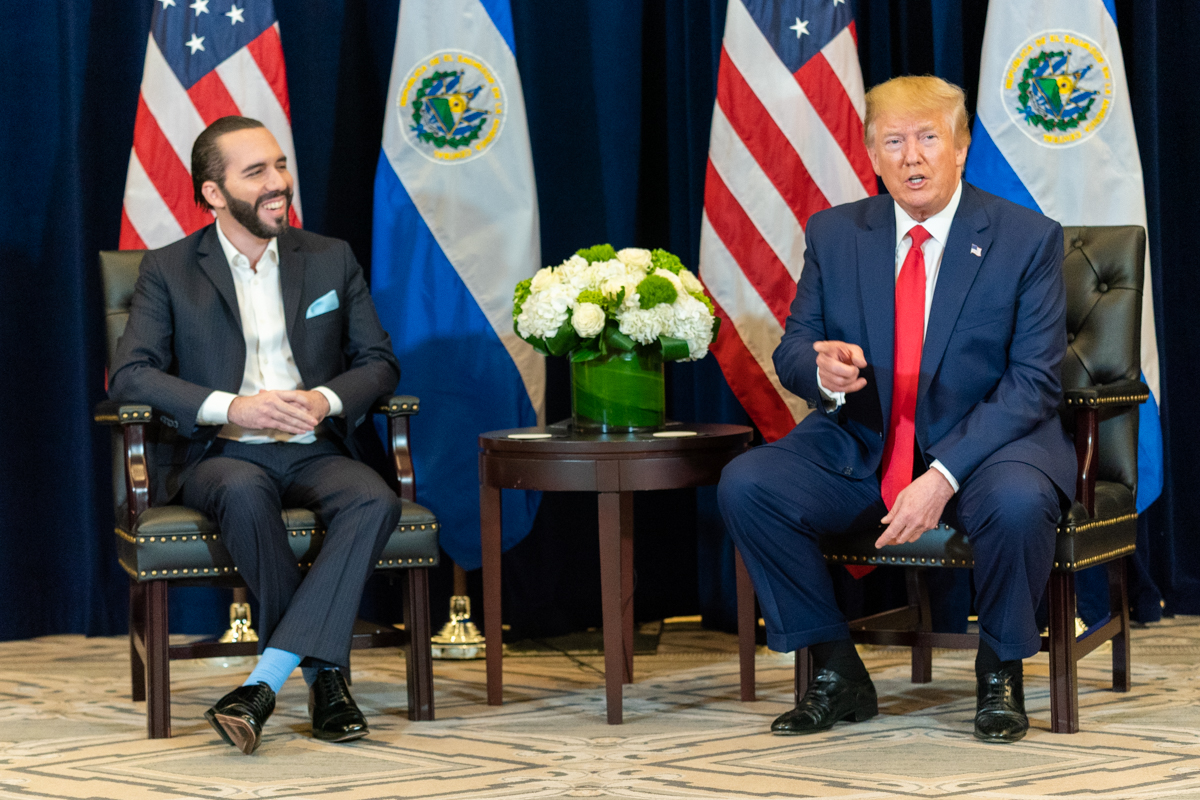
Nayib Bukele reunit amb Donald Trump a Nova York el 25 de setembre de 2019.

Nayib Bukele va guanyar les eleccions presidencials d'El Salvador de 2019 per majoria absoluta en la primera volta.
Durant el primer mandat El Salvador va viure la pandèmia de COVID-19 per la qual es va declarar una quarantena. El 2020 el país va viure la crisi del Bukelazo, quan el president va enviar 40 soldats de l'exèrcit salvadorenc a l'edifici de l'Assemblea Legislativa per coaccionar els polítics a aprovar una sol·licitud de préstec de 109 milions de dòlars per a la tercera fase del pla de seguretat per al país, i una nova crisi el 2021, quan va destituir i va substituir els jutges de la Sala del Constitucional de la Cort Suprema de Justícia (CSJ) i el fiscal general, Raúl Melara. Va ser el primer país del món a adoptar el bitcoin com a divisa oficial i el Pla de Control Territorial, engegat el 2019, i l'estat d'excepció iniciat el març del 2022 s'ha saldat amb prop de 80.000 persones detingudes i una reducció del 97% dels homicidis.

### Reelecció
La Sala Constitucional de la Cort Suprema de Justícia per a la legislatura 2021-2024 va modificar la interpretació de la Constitució per a permetre que Bukele es pogués presentar a la reelecció, i, després, Bukele va guanyar les eleccions presidencials d'El Salvador de 2024 del 4 de febrer amb un suport que va superar el 85 % dels vots.
El gener de 2025 la seva administració va oferir un acord al govern dels Estats Units, presidit per Donald Trump, per allotjar presos estadounidencs condemnats i persones deportades de qualsevol nacionalitat a les presons salvadorenyes.